# Cupid à la Carte
Cupid à la Carte è un cortometraggio muto del 1926 diretto da Daniel Keefe.

## Produzione
Il film fu prodotto dalla Fox Film Corporation.

## Distribuzione
Distribuito dalla Fox Film Corporation, il film - un cortometraggio in due bobine - uscì nelle sale cinematografiche degli Stati Uniti il 3 gennaio 1926.